# Nadarzyn
Nadarzyn ist ein Dorf im Powiat Pruszkowski in der Woiwodschaft Masowien, Polen. Nadarzyn ist Sitz der gleichnamigen Landgemeinde (gmina wiejska).

## Geographie
Nadarzyn liegt 20 km südwestlich von Warschau.

## Geschichte
Im frühen fünfzehnten Jahrhundert gehörte das Dorf der Familie Nadarzyńskich. 1453 erhielt Nadarzyn vom Herzog von Masowien Boleslaw IV das Stadtrecht nach Kulmer Recht. Das Stadtrecht für Nadarzyn wurde von mehreren polnischen Königen bestätigt. 1469 wurde eine hölzerne Kirche in der Stadt errichtet. Im siebzehnten und achtzehnten Jahrhundert wechselt der Ort mehrfach den Besitzer. 1806 kam Nadarzyn unter russische Verwaltung. 1869 wurde Nadarzyn auf den Status einer Siedlung zurückgestuft und verlor somit sein Stadtrecht. Bei einem Brand 1915 wurden die hölzernen Gebäude rund um den Markt zerstört.
Zwischen 1954 und 1972 war der Ort Sitz der gleichnamigen Gromada Nadarzyn und von 1975 bis 1998 gehörte Nadarzyn zur Woiwodschaft Warschau.

## Gemeinde

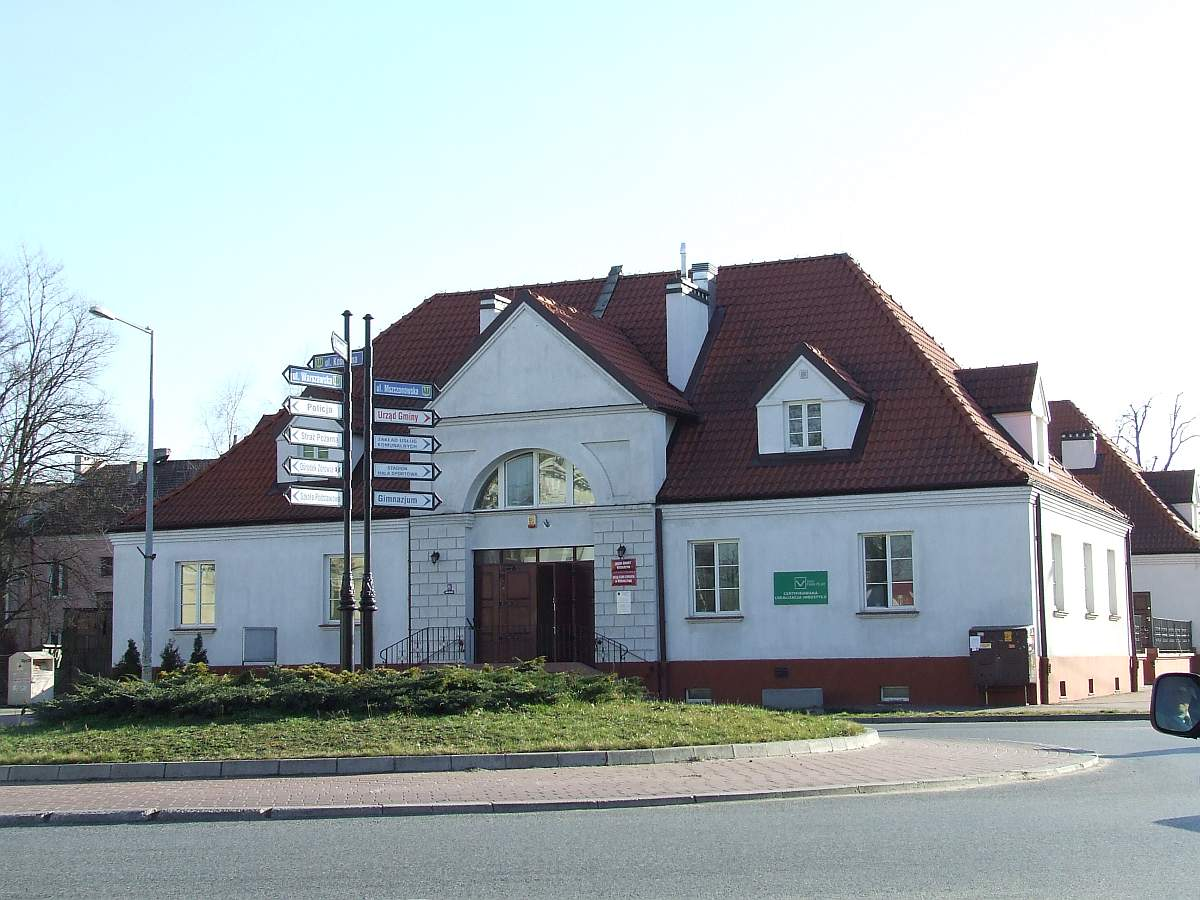
Kulturhaus

### Geographie
Die Gemeinde hat eine Flächenausdehnung von 73,4 km². 67 % des Gemeindegebiets werden landwirtschaftlich genutzt, 18 % sind mit Wald bedeckt.

### Sołectwo
Zur Landgemeinde Nadarzyn gehören insgesamt 18 Dörfer von denen sind die folgenden 15 Schulzenämter Kajetany, Krakowiany, Młochów, Nadarzyn I, Nadarzyn II, Parole, Rozalin, Rusiec, Stara Wieś, Strzeniówka, Szamoty, Urzut, Walendów, Wola Krakowiańska, Wolica. Die Dörfer Kostowiec, Bieliny, Żabieniec sind Schulzenämtern angegliedert.

### Bildung
Die Gemeinde verfügt über drei Kindergärten (Przedszkole), fünf Grundschulen  (szkoła podstawowa) und eine Mittelschule (gimnazjum).

## Verkehr
Die durch Nadarzyn verlaufende Droga krajowa 8 wird später zu einem Teil der Schnellstraße Droga ekspresowa S8.

## Wirtschaft
Der weltgrößte Hersteller von Einkaufswagen Wanzl betreibt seit 1995 in Nadarzyn eine Service- und Vertriebsniederlassung. 

## Verweise